# Vojna v Evropi (druga svetovna vojna)
Ta članek opisuje potek 2. svetovne vojne v Evropi.

## 1939

### Poljska-Fall Weiss
Vojna v Evropi se je začela 1. septembra z nemškim napadom na Poljsko. 3. septembra Nemčiji napovesta vojno Združeno kraljestvo in Francija na podlagi predhodnega sporazuma. Čeprav je poljska kopenska vojska enako številčna, je pa slabše opremljena in pod stalnim pritiskom številčnejše in moderne nemške Luftwaffe, se neprestano umika.
22. septembra je poljska prestolnica Varšava popolnoma obkoljena in se 27. septembra preda.
Dne 17. septembra v boje poseže tudi Sovjetska zveza, ki v skladu z paktom Hitler-Stalin in zaseže vzhodni del Poljske.
V bojih umre 8400 nemških in 737 sovjetskih vojakov. Wehrmacht zajame 694.000, medtem ko Rdeča armada 217.000 poljskih vojakov.

### Baltiške države
Sovjetska zveza na podlagi pakta Hitler-Stalin razširi svoje ozemlje na področje Poljske in hkrati začne pritiskati na Baltiške države, da se podredijo. Tako Estonija prva popusti in dne 28. septembra 1939 podpiše Pakt o vzajemni pomoči, 5. oktobra Latvija in 10. oktobra še Litva.

### Finska-Zimska vojna
Po neuspelih sovjetskih pritiskih na Finsko naj podpiše Pakt o vzajemni pomoči, 30. novembra 1939 Sovjetska zveza sproži napad na Finsko z 29 pehotnimi divizijami in 1 oklepnim korpusom, ki se razvije v t. i. »Zimsko vojno«. Čeprav je bil finska vojska številčno šibkejša (na pomoč ji pridejo tudi mednarodni prostovoljci), je uspela zadrževati Rdečo armado in ji zadati hude izgube (Rdeča armada izgubi okoli 600.000 vojakov, medtem ko Finci »le« 60.000). Kljub temu Finska podpiše mirovno pogodbo 12. marca 1940 v Moskvi, s katerom odstopi Sovjetski zvezi 40.000 km² svojega ozemlja.

## 1941

### Finska-Nadaljevalna vojna
Istočasno z operacijo Barbarossa se je začela tudi t. i. nadaljevalna vojna (ang. Continuation War) med Finsko in Sovjetsko zvezo, ko so finske enote s pomočjo nemških enot napadle sovjetsko ozemlje z namenom zavzeti Leningrad.

## 1944

### Ardeni
Ardenska ofenziva (1944)